# Sierpinski-Kurve

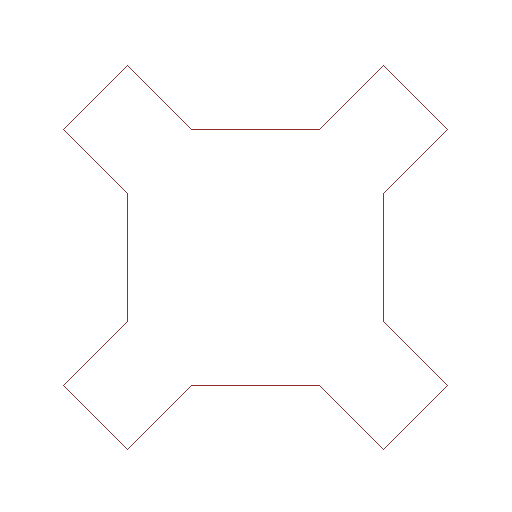
Sierpiński-Kurve 1. Ordnung

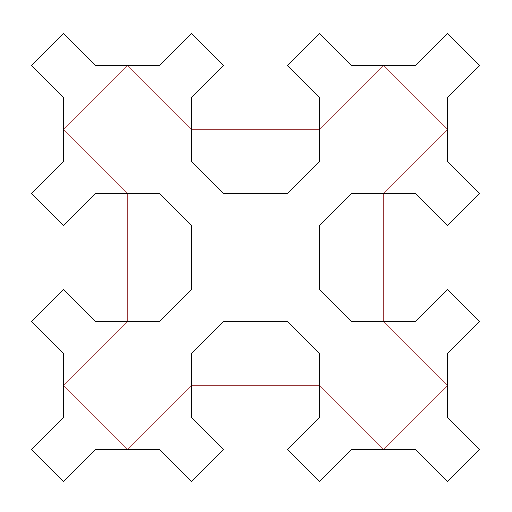
Sierpiński-Kurven
1. und 2. Ordnung

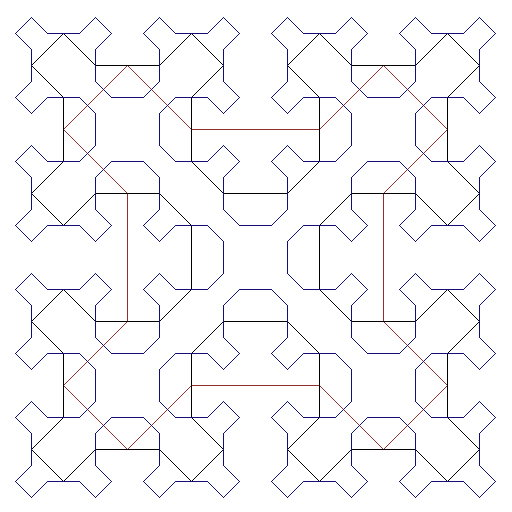
Sierpiński-Kurven
1. bis 3. Ordnung

Die Sierpiński-Kurven sind eine rekursiv definierte Folge von stetigen geschlossenen fraktalen Kurven. Die Sierpiński-Kurve ist ein Beispiel für eine raumfüllende Kurve, die im Übergang {\displaystyle n\rightarrow \infty } das Einheitsquadrat vollständig ausfüllt. Sie wurden 1912 vom polnischen Mathematiker Wacław Sierpiński definiert.

## Eigenschaften
- Der Grenzwert der von der Sierpiński-Kurve umschlossenen Fläche ist {\displaystyle 5 \over 12} (in euklidischer Metrik).
- Die euklidische Länge der Kurve {\displaystyle S_{n}} wächst exponentiell mit {\displaystyle n}: {\displaystyle l_{n}={\frac {2}{3}}(1+{\sqrt {2}})2^{n}-{\frac {1}{3}}(2-{\sqrt {2}}){\frac {1}{2^{n}}}}.
- Da die Kurve raumfüllend ist, hat sie im Grenzwert die Hausdorff-Dimension {\displaystyle 2}.